# ندرو (نیویورک)
ندرو (به انگلیسی: Nedrow) یک منطقهٔ مسکونی در ایالات متحده آمریکا است که در شهرستان اونانداگا، نیویورک واقع شده‌است. ندرو ۲٫۵ کیلومتر مربع مساحت و ۲٬۲۴۴ نفر جمعیت دارد و ۱۴۴ متر بالاتر از سطح دریا واقع شده‌است.